# Оссолинский, Франциск-Салезий
Франциск Салезий Оссолинский (1730 — 7 августа 1784, Люблин, Речь Посполитая) — последний (по счету графа Д. А. Толстого — 33-й) титулованный епископ киевской епархии, доктор богословия.

## Биография
Родился в 1730 году; в юности принял монашество в ордене францисканцев, затем продолжал образование в Падуанском университете. Возвратившись на родину, Оссолинский был игуменом в монастыре в Варке и затем с 1763 года в Варшаве.
В 1765 году Оссолинский был назначен епископом дарданским, а в 1774 епископом киевским и черниговским.
Франциск-Салезий Оссолинский в 1784 году в Люблине.
Его заслуги были отмечены орденом Святого Станислава от Станислава Августа Понятовского, а также орденом Белого Орла.